# Sigfrid Bjerninger
Sigfrid Bjerninger, ursprungligen Karlsson, född 1917, död 2008, var professor i transportteknik vid Lunds tekniska högskola.
Han växte upp på en bondgård i Förslövs by på Bjärehalvön i Skåne och studerade till civilingenjör på Tekniska högskolan i Stockholm. Under andra världskriget jobbade han med att konstruera flygplan på SAAB i Linköping. Han forskade sedan på lantbruksmaskiner och arbetsmiljö vid Ultuna i Uppsala och doktorerade 1959.